# Wild Style
Wild Style és un drama musical estatunidenc de 1983 escrit i dirigit per Charlie Ahearn. Va ser la primera pel·lícula sobre el moviment hip-hop. La data d'estrena de forma independent va ser el 1982 per First Run Features, i posteriorment reeditat com a vídeo domèstic per Rhino Home Video. El protagonista és el llegendari artista de grafit «Lee» George Quiñones conegut com a «Zoro». El logotip de Wild Style que apareix al cartell de la pel·lícula va ser dissenyat per Tracy 168 i va ser copiat i aplicat pels pintors Zephyr, Revolt i Sharp en una paret del Bronx.
El film és un exponent especial en el seu gènere atès que els actors interpreten papers que van ser ideats per a mostrar amb fidelitat com eren a la vida real. Si bé conté un argument fluix per a la comercialització, aquest no és la raó per la qual és apreciada, sinó per l'ús de les icones de la cultura hip-hop que converteixen aquesta pel·lícula en llegendària. El rodatge va ser sostingut amb un treball de documentació profund de l'època i d'una subcultura que llavors començava a agafar força.
La pel·lícula ha rebut un estatus de culte amb el pas dels anys. Ha estat referida en àlbums de rap com Illmatic de Nas, Check Your Head de Beastie Boys, Midnight Marauders d'A Tribe Called Quest, Black Sunday de Cypress Hill o Doomsday de MF Doom, en què s'han inclòs sampleig de Wild Style.

## Argument
A Nova York, el llegendari artista del grafit Lee Quiñones, interpretant el paper de Zoro, l'escriptor de grafit més popular tot i que clandestí de la ciutat, és considerat per a un programa de televisió per a concedir una entrevista sobre el creixent art del grafit. La història real de la pel·lícula es refereix a la tensió entre la passió de Zoro pel seu art i la seva vida personal, en particular els problemes amb la família i la relació tensa amb la seva companya l'artista Rose. El que podem apreciar a Wild Style és una pel·lícula que mostra les bases del hip-hop com a cultura ja que és plena de pintades al metro, escenes de break dance, freestyle i rap, i estranyes filmacions d'un dels pares del hip-hop, Grandmaster Flash, amb alguns scratchings notables.

## Producció
La majoria de les imatges van ser filmades durant la tardor de 1981 i principis de 1982. Time Warner va ser copropietària de la pel·lícula a través de Rhino Records, una divisió d'Atlantic Records, fins que Time Warner va vendre Warner Music a uns inversors privats el 2004. Grandmaster Flash i The Furious Five, Cold Crush Brothers i Treacherous Three només van participar-hi fins a les escenes de l'amfiteatre. Com que els productors no van ser capaços de retribuir els grups per la seva aparició, les seves actuacions van ser tallades en el muntatge final de la pel·lícula. El grup Treacherous Three apareix al final del concert, parlant a la multitud. Les actuacions van ser restaurades per a la reedició en DVD de 2007 de Rhino i Atlantic Records.
En la versió DVD es reemplacen temes originals que Grandmaster Flash va realitzar per al film, «God made Me funky» i «Take me to the Mardi Gras», amb peces funky de Chris Stein (baixista de la banda new wave Blondie, que havien gravat l'exitós senzill «Rapture» en què la seua cantant, Debbie Harry, va rapejar sobre Fab 5, és a dir, Freddy i Grandmaster Flash) integrades per a la banda sonora.
El ple de l'amfiteatre s'havia previst per a ser enregistrat i es va realitzar el concert fins a tres vegades perquè els dos primers van ser descartats a causa de la baixa qualitat de l'àudio. Un dels trens que es pinten a la pel·lícula és en realitat una maqueta de tren que va ser creada i filmada en un estudi. Charlie Ahearn va haver d'obtenir el permís de la Metropolitan Transportation Authority amb tres mesos d'antelació per a rodar a les cotxeres del metro i va costar 25.000 dòlars. La primera nit del rodatge va ploure intensament, fet que va causar força problemes de producció.